# 西桥镇 (喀喇沁旗)
西桥镇，是中华人民共和国内蒙古自治区赤峰市喀喇沁旗下辖的一个乡镇级行政单位。

## 行政区划
西桥镇下辖以下地区：
二道营子村、恩州村、西桥村、土城子村、六家村、牤牛营子村、曹地梁村、新窝铺村、姜家店村、小三家村、两间房村、宫营子村、吉旺营子村、雷营子村和高营子村。